# Euconchoeciinae
Euconchoeciinae is een onderfamilie van kreeftachtigen uit de klasse van de Ostracoda (mosselkreeftjes).

## Geslacht
- Euconchoecia Müller, 1890